# تحدب قطني زائد

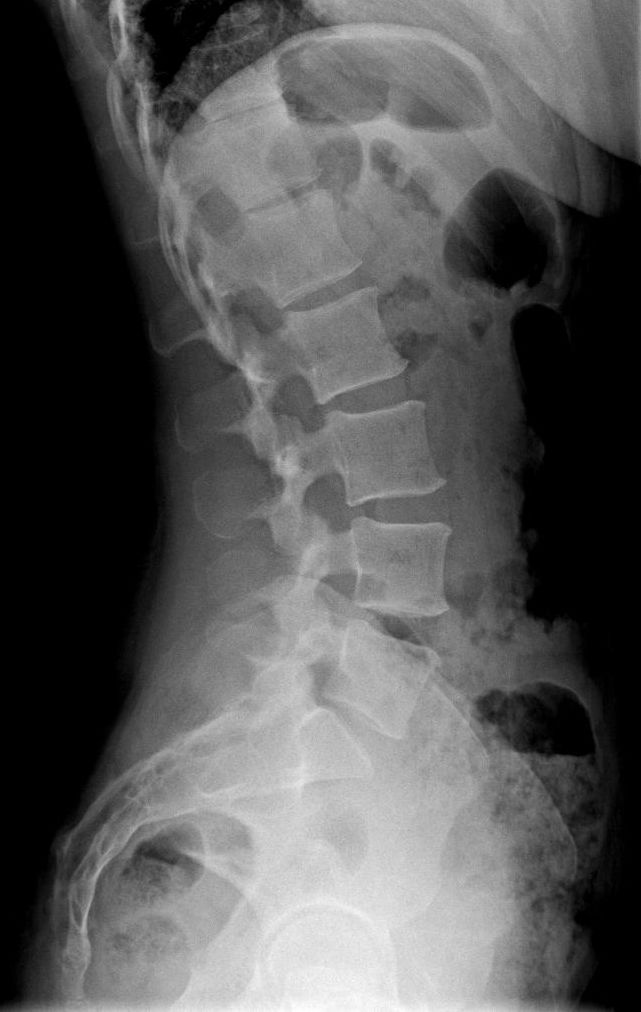
العربية

يشير مصطلح (التحدب القطني الزائد) إلى الانحناء الطبيعي في اتجاه الداخل للمناطق أسفل الظهر والمنطقة العنقية في العمود الفقري. يُعرف الانحناء المفرط للمناطق أسفل الظهر بالتحدب القطني الزائد، ويطلق عليه الظهر المنحني، ظهر أجوف أو السَّرَج (بعد حالة مماثلة الذي يؤثر على بعض الخيول). يعتبر الميل حوضي إلى الأمام سمة رئيسية من سمات التحدب القطني الزائد، والذي يؤدي إلى أن يستريح الحوض على أعلى الفخذين. ويطلق على الانحناء في الإتجاه المعاكس في مناطق صدر الإنسان والعجزية عندما يكون انحناء مفرط حداب.

## السبب
تؤدي الانحناءات القطنية الطبيعي، المعروفة أيضا باسم الانحناءات الثانوية إلى اختلاف في سُمك القرص الغضروفي للفقرات بين الأجزاء الأمامية والخلفية. قد يزيد التحدب عند البلوغ في بعض الأحيان وأيضا قد لا يصبح واضح حتى أوائل أو منتصف العشرينيات. الاختلالات في قوة العضلات والطول تعتبر هي أيضا سبب، مثل أوتار الركبة ضعيفة، أو العضلات القابضة في الفخذ ضيقة (القطنية).
يمكن أن تسبب ظروف صحية أخرى واضطرابات التحدب القطني الزائد. الودانة (اضطراب حيث تنمو العظام بشكل غير طبيعي مما قد يؤدي إلى قصر القامة كما هو الحال في التقزم)، انزلاق الفقار (وهو الشرط الذي تنزلق الفقرات إلى الأمام) وتخلخل العظم (مرض العظام الأكثر شيوعا حيث يتم فقدان كثافة العظام مما أدى إلى ضعف العظام وزيادة احتمال الكسر) هي بعض من أكثر الأسباب شيوعا للتحدب القطني الزائد. وتشمل الأسباب الأخرى السمنة، وحداب (اضطراب العمود الفقري انحناء فيه انحناء الصدر هو تقريب بشكل غير طبيعي)، التهاب القرص (التهاب مساحة القرص الفقرية التي تسببها العدوى).
يسمى الانحناء المفرط للمناطق أسفل الظهر بالتحدب القطني الزائد أيضا الظهر المنحني، ظهر أجوف أو سرج الظهر، [على يد من؟] على الرغم من انه يمكن أن يشير قعس الخيل يمكن أيضا إلى اختلال الوضعي المعاكس تقريبا التي يمكن أن ننظر في البداية تشبه إلى حد بعيد  الأسباب الشائعة للتحدب القطني الزائد تشمل ضيق عضلات أسفل الظهر، الدهون الحشوية المفرطة، والحمل. الكساح، وهو نقص فيتامين «د» في الأطفال، يمكن أن يسبب تحدب قطني زائد.

## الآثار
على الرغم من أن التحدب القطني الزائد يعطي انطباعا أقوى الظهر، على العكس يمكن أن يؤدي التحدب القطني الزائد إلى الآلام متوسطة وحادة أسفل الظهر.

## التشخيص
يمكن أن يكون قياس وتشخيص التحدب القطني الزائد صعبا. يكن أن يؤدي اندماج معالم نهاية لوحة العمود الفقري عن طريق الانصهار إلى صعوبة القياس التقليدي للتحدب القطني الزائد. لأن مستويات L4-L5 و L5-S1 تشارك بشكل أكثر شيوعا في إجراءات الاندماج، أو مفصلي، والمساهمة في التحدب القطني الزائد العادي، ولذلك فإنه من المفيد تحديد وسيلة قابلة للتكرار ودقيقة لقياس التحدب القطني الزائد عند هذه المستويات.
يوجد علامة واضحة على التحدب القطني الزائد وهي قوس كبير بشكل غير طبيعي من أسفل الظهر ويظهر الشخص كمن لديه انتفاخ في المعدة والأرداف. يتم التشخيص الدقيق للتحدب القطني الزائد من خلال النظر في التاريخ الطبي الكامل، والفحص البدني وغيرها من التجارب للمريض. وتستخدم الأشعة السينية لقياس انحناء قطني، ويتم إجراء مسح للعظام من أجل استبعاد الكسور والعدوى المحتملة، والتصوير بالرنين المغناطيسي (ت ر م) يستخدم لاستبعاد إمكانية تشوه الحبل الشوكي أو الشذوذ العصبي، ويتم إجراء التصوير المقطعي (ت م) للحصول على صورة أكثر تفصيلا من العظام والعضلات وأجهزة منطقة أسفل الظهر.

## العلاج
يمكن علاج التحدب القطني الزائد من خلال تعزيزالعضلات القابضة الورك في الجزء الخلفي من الفخذين، والتي تمتد في الفخذ في الجزء الأمامي من الفخذين.
يمكن تدوير العضلات على الجبهة وعلى الجزء الخلفي من الفخذين والحوض فقط إلى الأمام أو الخلف أثناء وجوده في وضعية الوقوف لأنه يمكن أن تفريغ القوة على الأرض في الواقع من خلال الساقين والقدمين. لا يمكن تفريغ القوة عن عضلات البطن والعضلات الباسطة للظهر على نقطة الربط أثناء الوقوف، ما لم يقم الشخص بعقد يديه في مكان ما، وبالتالي ستمون وظيفتها لثني أو مد الجذع، ولكن ليس الورك. تتم معالجة التحدب القطني الزائد عن طريق إسناد الظهر على الكرسي الروماني (أداة تدريب) أو نفخ الكرة لتعزيز كل سلسلة العضلات الخلفية وسوف تتم معالجة التحدب القطني الزائد. وكذلك تقوم رياضة رفع الأثقال وتدريب رفع الورك في خلال الإستلقاء وأي حركة أخرى مماثلة بتعزيز سلسلة العضلات الخلفية دون إشراك العضلات القابضة في الفخذ في الجزء الأمامي من الفخذين. ويمكن تجنب تمارين البطن تماما إذا ما قامت بتحفيز الفقرات القطنية بشكل كبير والعضلات القابضة في الفخذ الأخرى.
الجدل حول الدرجة التي يمكن بها علاج المتلاعبة مساعدة المريض لا يزال موجودا. وإذا كانت التدابير العلاجية تقلل الأعراض، ولكن ليس لدرجة يمكن قياسها من انحناء قعسي، يمكن أن ينظر إلى هذا باعتباره نتيجة العلاج، على الرغم من أنها تستند فقط على البيانات الذاتية. ووجود شذوذ للقياس لا تعني تلقائيا مساواتها مع مستوى من الأعراض المبلغ عنها.